# سیدی افنی
سیدی افنی (به فرانسوی: Sidi Ifni) یک منطقهٔ مسکونی در مراکش است که در استان سیدی افنی واقع شده‌است. سیدی افنی ۲۰٬۰۵۱ نفر جمعیت دارد.